# ヤン・トーロップ
ヤン・トーロップ（Jan Toorop, 1858年12月20日 - 1928年3月3日）は、ジャワ島出身の画家。象徴主義とアール・ヌーヴォーにまたがる画風で知られる。

## 経歴
ジャワ島のプルウォレジョ県(Purworejo)に生まれた。父親は役人で、9歳までスマトラに近いバンカ島で育った。1869年にオランダに戻り、デルフトやアムステルダムの学校で学び、アムステルダムの美術学校(Rijksakademie)で学んだ。1882年から1886年の間はブリュッセルで活動し、官立サロンの運営に反対するグループによって設立された「20人展」のメンバーに参加した。この時代は「写実主義」、「印象派」、「新印象派」など様々なスタイルを試みた。
1886年にイギリス人女性と結婚し、デンハーグとブリュッセル、イギリスを行き来する生活を送った。1890年以降はオランダの海岸の町、Katwijk aan Zeeにも住んだ。この頃から象徴主義的なスタイルやアールヌーボーのスタイルに移った。1897年からの20年間は、オランダ、ゼーラント州のDomburgに住んで、ピエト・モンドリアンらと活動した。
47歳の時にカトリックに改宗する。
1928年、69歳の時にハーグにて死去。

## ギャラリー

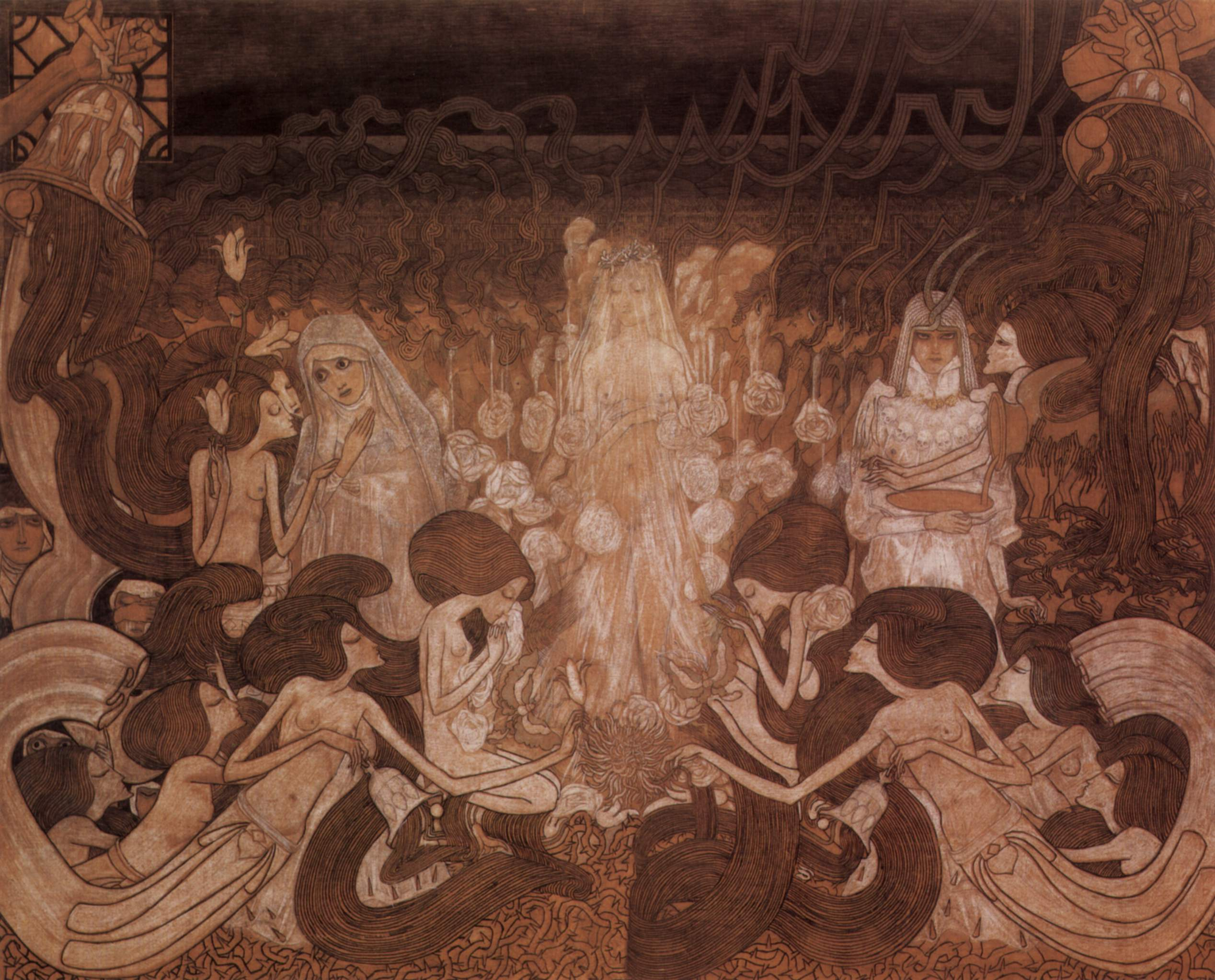
『3人の花嫁』（1893）クレラー・ミュラー美術館蔵
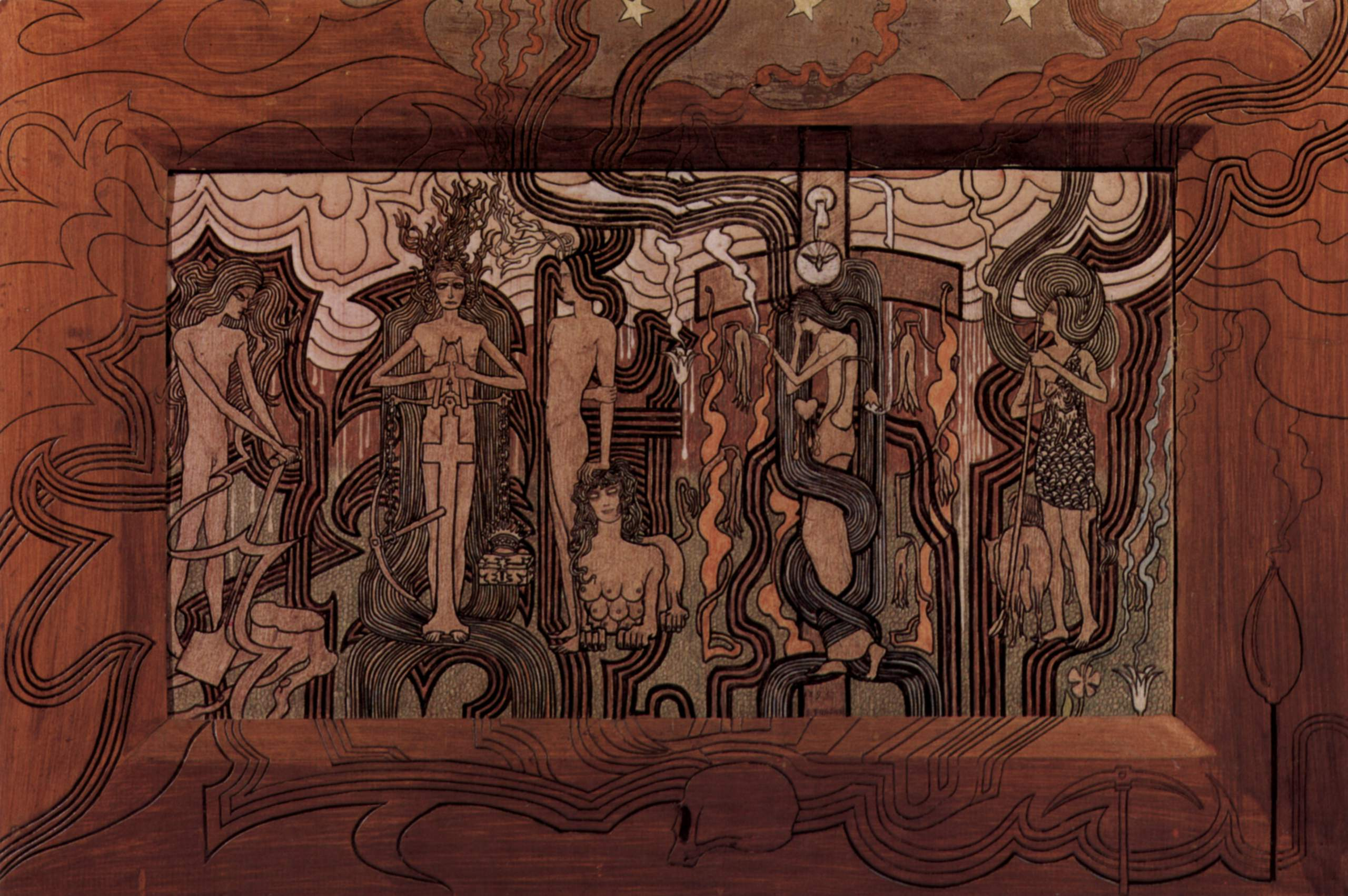
Das Lied der Zeit, （1893）
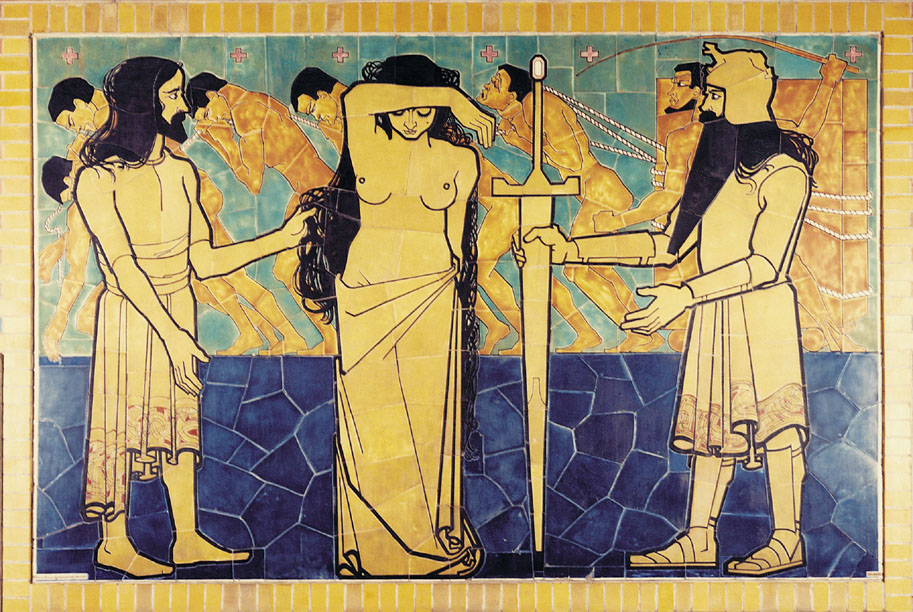
"Beurs van Berlage" Café, tegeltableau Het Verleden （1903）

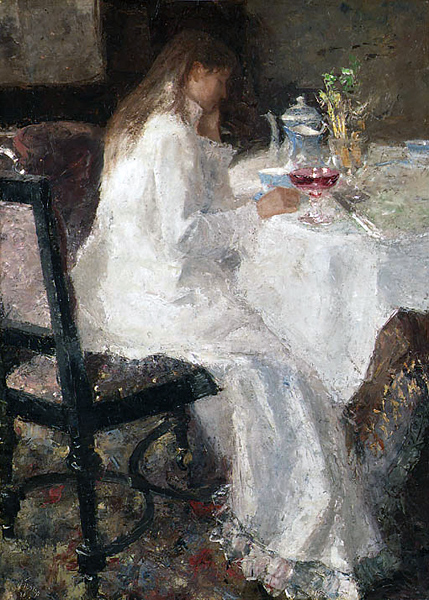
『白衣の女性』(1886) アムステルダム市立美術館
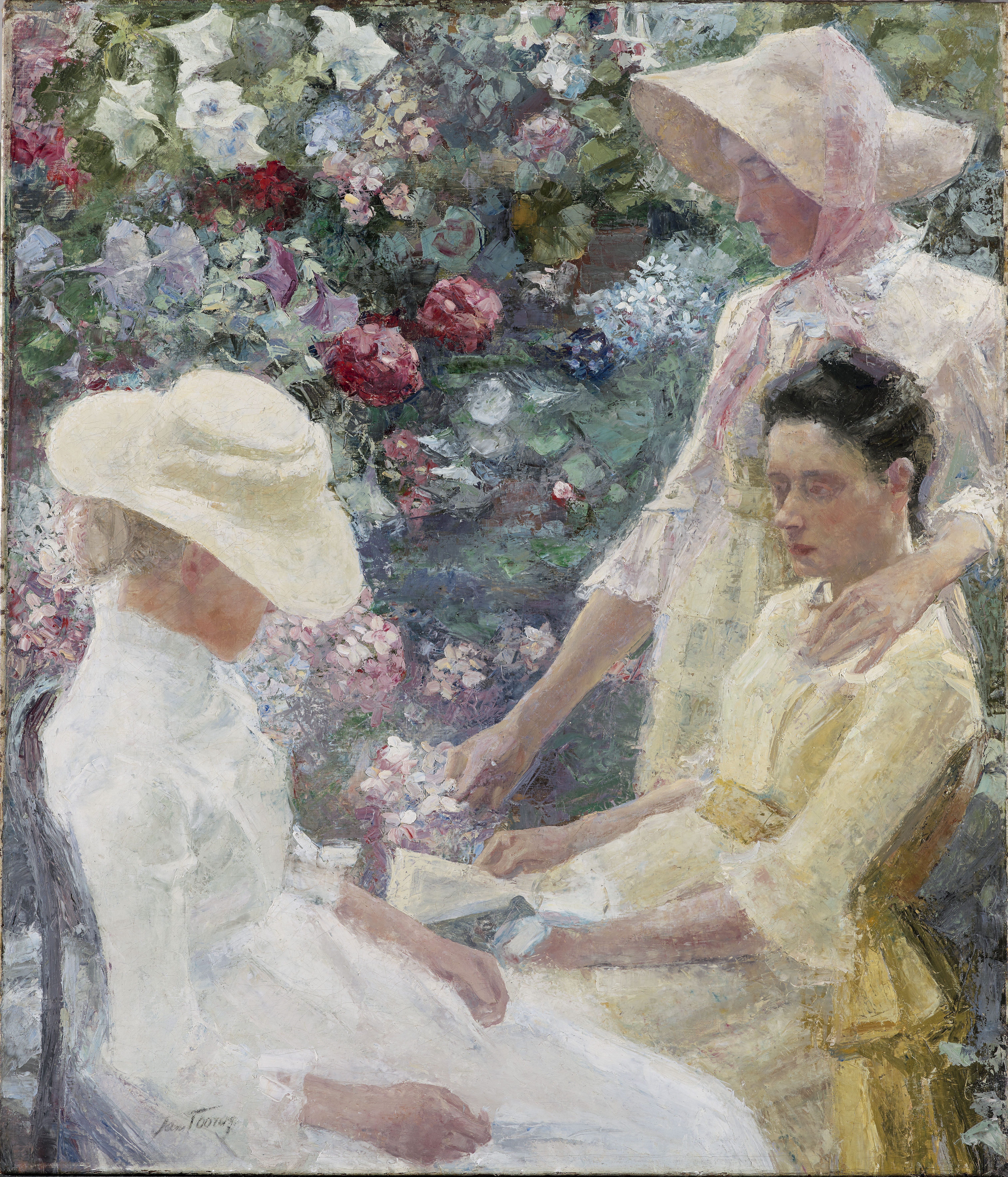
『花園と三姉妹』（1886）
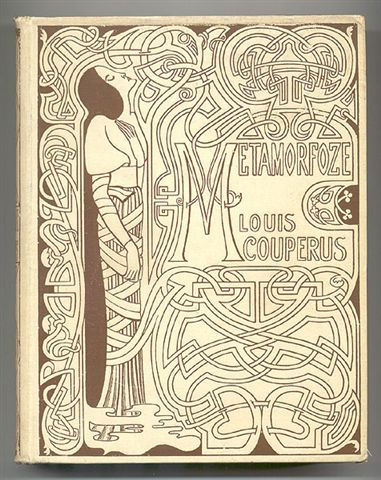
ポスター Metamorfoze,（1897）
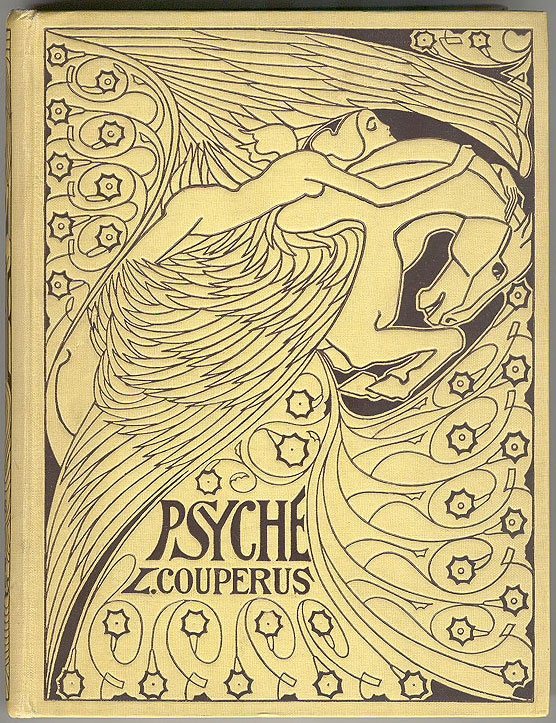
Psyche(ブックデザイン) (1898)